# 4.ª etapa do Tour de France de 2022
A 4.ª etapa do Tour de France de 2022 teve lugar a 5 de julho de 2022 entre Dunkerque e Calais sobre um percurso de 171,5 km. O vencedor foi o belga Wout van Aert do Jumbo-Visma, mantendo assim a liderança e aumentado as diferenças com seus mais imediatos perseguidores.

## Classificação da etapa
| Dunquerque - Calais | etapa escarpada | (171,5 km) |

| \| Classificação por etapas \| Classificação por etapas \| Classificação por etapas \| Classificação por etapas \| Classificação por etapas \| \| Ciclista \| Ciclista \| Equipe \| Tempo \| \| \| ------------------------ \| ------------------------ \| ---------------------------------- \| ------------------------ \| ------------------------ \| \| 1. \| Wout van Aert \| Jumbo-Visma \| 4h01m36s \| \| \| 2. \| Jasper Philipsen \| Alpecin-Deceuninck \| + 8s \| \| \| 3. \| Christophe Laporte \| Jumbo-Visma \| + 8s \| \| \| 4. \| Alexander Kristoff \| Intermarché-Wanty-Gobert Matériaux \| + 8s \| \| \| 5. \| Peter Sagan \| TotalEnergies \| + 8s \| \| \| 6. \| Luca Mozzato \| B&B Hotels-KTM \| + 8s \| \| \| 7. \| Danny van Poppel \| Bora-Hansgrohe \| + 8s \| \| \| 8. \| Hugo Hofstetter \| Arkéa-Samsic \| + 8s \| \| \| 9. \| Michael Matthews \| BikeExchange-Jayco \| + 8s \| \| \| 10. \| Benjamin Thomas \| Cofidis \| + 8s \| \| |                    |                                    |          |
| |                    |                                    |          |
| Fonte: ProCyclingStats |                    |                                    |          |
| Classificação por etapas |                    |                                    |          |
| Ciclista | Ciclista           | Equipe                             | Tempo    |
| 1. | Wout van Aert      | Jumbo-Visma                        | 4h01m36s |
| 2. | Jasper Philipsen   | Alpecin-Deceuninck                 | + 8s     |
| 3. | Christophe Laporte | Jumbo-Visma                        | + 8s     |
| 4. | Alexander Kristoff | Intermarché-Wanty-Gobert Matériaux | + 8s     |
| 5. | Peter Sagan        | TotalEnergies                      | + 8s     |
| 6. | Luca Mozzato       | B&B Hotels-KTM                     | + 8s     |
| 7. | Danny van Poppel   | Bora-Hansgrohe                     | + 8s     |
| 8. | Hugo Hofstetter    | Arkéa-Samsic                       | + 8s     |
| 9. | Michael Matthews   | BikeExchange-Jayco                 | + 8s     |
| 10. | Benjamin Thomas    | Cofidis                            | + 8s     |

## Classificações ao final da etapa

### Classificação geral(Maillot Jaune)
| \| Classificação geral \| Classificação geral \| Classificação geral \| Classificação geral \| Classificação geral \| \| Ciclista \| Ciclista \| Equipe \| Tempo \| \| \| ------------------- \| -------------------- \| ---------------------- \| ------------------- \| ------------------- \| \| 1. \| Wout van Aert \| Jumbo-Visma \| 13h02m43s \| \| \| 2. \| Yves Lampaert \| Quick-Step Alpha Vinyl \| + 25s \| \| \| 3. \| Tadej Pogačar \| UAE Team Emirates \| + 32s \| \| \| 4. \| Mads Pedersen \| Trek-Segafredo \| + 36s \| \| \| 5. \| Mathieu van der Poel \| Alpecin-Deceuninck \| + 38s \| \| \| 6. \| Jonas Vingegaard \| Jumbo-Visma \| + 40s \| \| \| 7. \| Primož Roglič \| Jumbo-Visma \| + 41s \| \| \| 8. \| Adam Yates \| Ineos Grenadiers \| + 48s \| \| \| 9. \| Stefan Küng \| Groupama-FDJ \| + 48s \| \| \| 10. \| Thomas Pidcock \| Ineos Grenadiers \| + 49s \| \| |                      |                        |           |
| |                      |                        |           |
| Fonte: ProCyclingStats |                      |                        |           |
| Classificação geral |                      |                        |           |
| Ciclista | Ciclista             | Equipe                 | Tempo     |
| 1. | Wout van Aert        | Jumbo-Visma            | 13h02m43s |
| 2. | Yves Lampaert        | Quick-Step Alpha Vinyl | + 25s     |
| 3. | Tadej Pogačar        | UAE Team Emirates      | + 32s     |
| 4. | Mads Pedersen        | Trek-Segafredo         | + 36s     |
| 5. | Mathieu van der Poel | Alpecin-Deceuninck     | + 38s     |
| 6. | Jonas Vingegaard     | Jumbo-Visma            | + 40s     |
| 7. | Primož Roglič        | Jumbo-Visma            | + 41s     |
| 8. | Adam Yates           | Ineos Grenadiers       | + 48s     |
| 9. | Stefan Küng          | Groupama-FDJ           | + 48s     |
| 10. | Thomas Pidcock       | Ineos Grenadiers       | + 49s     |

### Classificação por pontos(Maillot Vert)
| Classificação por pontos | Classificação por pontos | Classificação por pontos | Classificação por pontos | Classificação por pontos |
| Ciclista                 | Ciclista                 | Equipe                   | Pontos                   |                          |
| ------------------------ | ------------------------ | ------------------------ | ------------------------ | ------------------------ |
| 1.                       | Wout van Aert            | Jumbo-Visma              | 170 pts                  |                          |
| 2.                       | Fabio Jakobsen           | Quick-Step Alpha Vinyl   | 109 pts                  |                          |
| 3.                       | Peter Sagan              | TotalEnergies            | 80 pts                   |                          |
| 4.                       | Christophe Laporte       | Jumbo-Visma              | 66 pts                   |                          |
| 5.                       | Jasper Philipsen         | Alpecin-Deceuninck       | 66 pts                   |                          |
| 6.                       | Dylan Groenewegen        | BikeExchange-Jayco       | 60 pts                   |                          |
| 7.                       | Magnus Cort              | EF Education-EasyPost    | 59 pts                   |                          |
| 8.                       | Caleb Ewan               | Lotto-Soudal             | 45 pts                   |                          |
| 9.                       | Mads Pedersen            | Trek-Segafredo           | 40 pts                   |                          |
| 10.                      | Danny van Poppel         | Bora-Hansgrohe           | 38 pts                   |                          |

### Classificação da montanha(Maillot à Pois Rouges)
| Classificação da montanha | Classificação da montanha | Classificação da montanha | Classificação da montanha | Classificação da montanha |
| Ciclista                  | Ciclista                  | Equipe                    | Pontos                    |                           |
| ------------------------- | ------------------------- | ------------------------- | ------------------------- | ------------------------- |
| 1.                        | Magnus Cort               | EF Education-EasyPost     | 11 pts                    |                           |
| 2.                        | Wout van Aert             | Jumbo-Visma               | 1 pt                      |                           |
| 3.                        | Quinn Simmons             | Trek-Segafredo            | -1 pt                     |                           |

### Classificação do melhor jovem(Maillot Blanc)
| Classificação dos jovens | Classificação dos jovens | Classificação dos jovens | Classificação dos jovens | Classificação dos jovens |
| Ciclista                 | Ciclista                 | Equipe                   | Tempo                    |                          |
| ------------------------ | ------------------------ | ------------------------ | ------------------------ | ------------------------ |
| 1.                       | Tadej Pogačar            | UAE Team Emirates        | 13h03m15s                |                          |
| 2.                       | Thomas Pidcock           | Ineos Grenadiers         | + 17s                    |                          |
| 3.                       | Florian Vermeersch       | Lotto-Soudal             | + 26s                    |                          |
| 4.                       | Brandon McNulty          | UAE Team Emirates        | + 36s                    |                          |
| 5.                       | Kevin Geniets            | Groupama-FDJ             | + 51s                    |                          |
| 6.                       | Andreas Leknessund       | Team DSM                 | + 52s                    |                          |
| 7.                       | Stefan Bissegger         | EF Education-EasyPost    | + 1m05s                  |                          |
| 8.                       | Jasper Philipsen         | Alpecin-Deceuninck       | + 1m09s                  |                          |
| 9.                       | Matteo Jorgenson         | Movistar Team            | + 1m20s                  |                          |
| 10.                      | Jonas Rutsch             | EF Education-EasyPost    | + 1m27s                  |                          |

### Classificação por equipas(Classement par Équipe)
| Classificação por equipes | Classificação por equipes          | Classificação por equipes | Classificação por equipes |
| Equipe                    | Equipe                             | Tempo                     |                           |
| ------------------------- | ---------------------------------- | ------------------------- | ------------------------- |
| 1.                        | Jumbo-Visma                        | 39h09m52s                 |                           |
| 2.                        | Ineos Grenadiers                   | + 29s                     |                           |
| 3.                        | Trek-Segafredo                     | + 45s                     |                           |
| 4.                        | Quick-Step Alpha Vinyl             | + 50s                     |                           |
| 5.                        | Bora-Hansgrohe                     | + 1m05s                   |                           |
| 6.                        | UAE Team Emirates                  | + 1m08s                   |                           |
| 7.                        | Groupama-FDJ                       | + 1m43s                   |                           |
| 8.                        | Team DSM                           | + 1m52s                   |                           |
| 9.                        | Intermarché-Wanty-Gobert Matériaux | + 1m56s                   |                           |
| 10.                       | AG2R Citroën Team                  | + 1m56s                   |                           |

## Abandonos
Nenhum.